# Zasady (województwo kujawsko-pomorskie)
Zasady (do 31 grudnia 2010 r.: Stare Zasady) – wieś w Polsce, położona w województwie kujawsko-pomorskim, w powiecie brodnickim, w gminie Świedziebnia.

## Podział administracyjny
W latach 1975–1998 miejscowość należała administracyjnie do województwa toruńskiego. Miejscowość składa się z 2 części: Młyńska i Niemiecka Kolonia.

## Demografia
Według Narodowego Spisu Powszechnego (III 2011 r.) liczyły 185 mieszkańców. Są dwunastą co do wielkości miejscowością gminy Świedziebnia.

## Zmiana nazwy
1 stycznia 2011 r. zmieniono nazwę miejscowości ze Stare Zasady na Zasady.